# Davorin Cvilak
Davorin Cvilak, slovenski gospodarstvenik, * 27. november 1921, Jareninski Dol, † 2010.
Diplomiral je 1944 na dunajski Visoki šoli za svetovno trgovino in se septembra istega leta vključil v narodnoosvobodilno borbo. Po osvoboditvi je delal zlasti v bančništvu, v organih federacije v Beogradu in Investicijski banki; od 1966 je sodeloval pri oblikovanju Splošne gospodarske banke in Ljubljanske banke ter nato v letih 1968−1984 delal v republiškem sekretariatu za finance.